# Neolythria djrouchiaria
Neolythria djrouchiaria là một loài bướm đêm trong họ Geometridae.